# Igranka
Igranka (montenegrinska: Игранка) är en låt med den montenegrinska musikgruppen Who See.

## Eurovision
Den 12 februari 2013 avslöjades det att låten kommer att vara Montenegros bidrag i Eurovision Song Contest 2013. Låten tävlade i den första semifinalen, 14 maj 2013, men kvalificerade sig inte till finalen.